# 杨义 (学者)
杨义（1946年8月—2023年6月15日 ），男，广东电白人，中华人民共和国文学理论家，中国社会科学院学部委员，榮休前任澳门大学人文学院讲座教授，中国鲁迅研究会会长。曾任中国社会科学院文学研究所所长、民族文学研究所所长。